# Atletismo en los Juegos Europeos de Minsk 2019
El atletismo en los II Juegos Europeos se realizó en el Estadio Dinamo de Minsk (Bielorrusia) del 23 al 28 de junio de 2019.
En total fueron disputadas en este deporte diez pruebas: tres masculinas, cuatro femeninas y tres mixtas.

## Medallistas

### Masculino
| Evento                        | Oro                             | Plata                           | Bronce                            |
| ----------------------------- | ------------------------------- | ------------------------------- | --------------------------------- |
| 100 m (23 de junio)           | Carlos Nascimento · Portugal ·  | Ján Volko · Eslovaquia ·        | Jak Ali Harvey · Turquía ·        |
| 110 m vallas (23 de junio)    | Hassane Fofana · Italia ·       | Vital Parajonka · Bielorrusia · | Konstantinos Duvalidis · Grecia · |
| Salto de altura (23 de junio) | Maxim Nedasekau · Bielorrusia · | Ilia Ivaniuk · Rusia ·          | Bohdan Bondarenko · Ucrania ·     |

### Femenino
| Evento                          | Oro                                 | Plata                                       | Bronce                                   |
| ------------------------------- | ----------------------------------- | ------------------------------------------- | ---------------------------------------- |
| 100 m (23 de junio)             | Maja Mihalinec · Eslovenia ·        | Krystsina Tsimanouskaya · Bielorrusia ·     | Rafaela Spanoudaki-Chatziriga · Grecia · |
| 100 m vallas (23 de junio)      | Elvira Herman · Bielorrusia ·       | Hanna Plotitsyna · Ucrania ·                | Gréta Kerekes · Hungría ·                |
| Salto de longitud (23 de junio) | Yelena Sokolova · Rusia ·           | Nastassia Mironchyk-Ivanova · Bielorrusia · | Maryna Bej-Romanchuk · Ucrania ·         |
| Jabalina (23 de junio)          | Tatsiana Jaladovich · Bielorrusia · | Ekaterina Starygina · Rusia ·               | Madara Palameika · Letonia ·             |

### Mixto
| Evento                                | Oro                                                                               | Plata                                                                                   | Bronce                                                                           |
| ------------------------------------- | --------------------------------------------------------------------------------- | --------------------------------------------------------------------------------------- | -------------------------------------------------------------------------------- |
| Relevo 4 × 400 m (23 de junio)        | Danylo Danylenko · Tetiana Melnyk · Olexi Pozdniakov · Anna Ryzhykova · Ucrania · | Jan Tesař · Barbora Malíková · Lada Vondrová · Michal Desenský · República Checa ·      | Ricardo dos Santos · Cátia Azevedo · Rivinilda Mentai · João Coelho · Portugal · |
| Persecución por relevos (23 de junio) | Yevhen Hutsol · Olha Liakhova · Olexi Pozdniakov · Yana Kachur · Ucrania ·        | Filip Sasínek · Diana Mezuliáníková · Patrik Šorm · Marcela Pírková · República Checa · | Riccardo Tamassia · Irene Baldessari · Giusepe Leonardi · Giulia Riva · Italia · |
| Equipos (28 de junio)                 | Ucrania · 4:27,14                                                                 | Bielorrusia · 4:27,81                                                                   | Alemania · 4:34,77                                                               |

## Medallero
| Núm. | País            | Oro | Plata | Bronce | Total |
| ---- | --------------- | --- | ----- | ------ | ----- |
| 1    | Bielorrusia     | 3   | 4     | 0      | 7     |
| 2    | Ucrania         | 3   | 1     | 2      | 6     |
| 3    | Rusia           | 1   | 2     | 0      | 3     |
| 4    | Italia          | 1   | 0     | 1      | 2     |
| 4    | Portugal        | 1   | 0     | 1      | 2     |
| 6    | Eslovenia       | 1   | 0     | 0      | 1     |
| 7    | República Checa | 0   | 2     | 0      | 2     |
| 8    | Eslovaquia      | 0   | 1     | 0      | 1     |
| 9    | Grecia          | 0   | 0     | 2      | 2     |
| 10   | Alemania        | 0   | 0     | 1      | 1     |
| 10   | Hungría         | 0   | 0     | 1      | 1     |
| 10   | Letonia         | 0   | 0     | 1      | 1     |
| 10   | Turquía         | 0   | 0     | 1      | 1     |
|      | TOTAL           | 10  | 10    | 10     | 30    |